# Maria Edilene Siqueira
Maria Edilene Siqueira (1959. szeptember 4. –) brazil nemzetközi női labdarúgó-játékvezető.

## Pályafutása

### Nemzeti játékvezetés
A nemzeti labdarúgó-szövetségének megfelelő bírói bizottságok minősítése alapján jutott magasabb osztályokba. A küldési gyakorlat szerint rendszeres 4. bíró szolgálatot is végzett. Az I. Liga játékvezetőjeként 2004-ben vonult vissza.

### Nemzetközi játékvezetés
A Brazil labdarúgó-szövetség Játékvezető Bizottsága (JB) terjesztette fel nemzetközi játékvezetőnek, a Nemzetközi Labdarúgó-szövetség (FIFA) 1995-től tartotta nyilván bírói keretében. Több nemzetek közötti válogatott és klubmérkőzést vezetett, vagy működő társának 4. bíróként segített. A  nemzetközi játékvezetéstől 2004-ben, a FIFA JB 45 éves korhatárát elérve búcsúzott.

#### Női labdarúgó-világbajnokság
A világbajnoki döntőkhöz vezető úton Németország a 2., az 1995-ös női labdarúgó-világbajnokságot, Amerikai Egyesült Államok a 3., az 1999-es női labdarúgó-világbajnokságot rendezte, ahol a FIFA JB játékvezetőként és 4. bíróként alkalmazta. Világbajnokságon vezetett mérkőzéseinek száma: 4.

##### 1995-ös labdarúgó-világbajnokság

###### Világbajnoki mérkőzés
| Időpont          | Helyszín                     | Mérkőzés típusa              | Mérkőzés        | Eredmény | Nézők száma |
| ---------------- | ---------------------------- | ---------------------------- | --------------- | -------- | ----------- |
| 1995. június 8.  | Arosvallen Stadion, Västerås | csoportmérkőzés (C. csoport) | Kína–Ausztrália | 4 – 2    | 1500        |
| 1995. június 10. | Strömvallen, Gävle           | csoportmérkőzés (B. csoport) | Norvégia–Kanada | 7 – 0    | 2715        |

##### 1999-es labdarúgó-világbajnokság

###### Világbajnoki mérkőzés
| Időpont          | Helyszín                     | Mérkőzés típusa              | Mérkőzés      | Eredmény | Nézők száma |
| ---------------- | ---------------------------- | ---------------------------- | ------------- | -------- | ----------- |
| 1999. június 20. | Spartan Stadion, San José    | csoportmérkőzés (C. csoport) | Japán–Kanada  | 1 – 1    | 23 298      |
| 1999. június 27. | FedExField Stadion, Landover | csoportmérkőzés (A. csoport) | Nigéria–Dánia | 2 – 0    | 221 090     |